# Esiafi 1
O Esiafi 1, anteriormente conhecido por Comstar 4, Comstar 1E (D4) e Parallax 1, é um satélite de comunicação geoestacionário construído pela Hughes. Ele esteve localizado na posição orbital de 80 graus de longitude leste, atualmente em órbita inclinada, e foi operado inicialmente pela COMSAT, posteriormente pela SSC Parallax e atualmente pela Tongasat. O satélite foi baseado na plataforma HS-351 e sua expectativa de vida útil era de 7 anos.

## História
O satélite foi lançado originalmente para a empresa estadunidense COMSAT, A SSC Parallax comprou o mesmo em julho de 2001 a partir da Lockheed Martin Global Telecommunications (LMGT) e rebatizou ele para Parallax 1. Em abril de 2002, o satélite foi comprado pelo operador de satélite de Tonga, a Tongasat, e renomeou o satélite para Esiafi 1. O fim da vida útil do mesmo estava projetado para janeiro de 2005.

## Lançamento
O satélite foi lançado com sucesso ao espaço no dia em 21 de fevereiro de 1981, por meio de um veículo Atlas-Centaur a partir da Estação da Força Aérea de Cabo Canaveral, na Flórida, EUA. Ele tinha uma massa de lançamento de 1516 kg.